# Goyenia electa
Goyenia electa là một loài nhện trong họ Desidae.
Loài này thuộc chi Goyenia. Goyenia electa được miêu tả năm 1970 bởi Raymond Robert Forster.